# Wilkes-Barre Connecting Railroad
Die Wilkes-Barre Connecting Railroad (AAR-reporting mark: WBC) war eine Class-3-local railroad-Bahngesellschaft, die im Nordosten des US-Bundesstaats Pennsylvania eine rund zehn Kilometer lange Bahnstrecke zur Umfahrung des Eisenbahnknotenpunkts Wilkes-Barre betrieb. Bis 1976 wurde sie je zur Hälfte von der Pennsylvania Railroad (PRR; ab 1968 Teil der Penn Central Transportation) und der Delaware and Hudson Railway (D&H) gehalten, anschließend vollständig durch die D&H.

## Geschichte
In Wilkes-Barre im Wyoming Valley trafen sich zu Beginn des 20. Jahrhunderts Strecken verschiedener Bahngesellschaften. Durch das Stadtzentrum führten Verbindungen der Central Railroad of New Jersey und der Lehigh Valley Railroad, während die Hauptstrecke der Delaware and Hudson Company (D&H) dort von Norden kommend endete und eine Zweigstrecke der Pennsylvania Railroad (PRR) aus Sunbury die Stadt von Süden erreichte. D&H und PRR tauschten in Wilkes-Barre täglich zahlreiche Güterwagen aus, gerieten dabei jedoch aufgrund der kreuzenden Strecken und beengten Platzverhältnisse an Kapazitätsgrenzen. Die beiden Unternehmen gründeten daher am 18. November 1912 die Wilkes-Barre Connecting Railroad mit Sitz in Scranton als gemeinsame Tochtergesellschaft, um eine Entlastungsstrecke zu errichten und zu betreiben.
1913 wurde mit der Errichtung einer Bahnverbindung begonnen, die Wilkes-Barre westlich unter zweimaliger Querung des Susquehanna River umgehen sollte. Vom nördlich von Wilkes-Barre gelegenen Plains bis Kingston auf der Westseite des Susquehanna konnte das Unternehmen dazu Trackage Rights auf den vorhandenen Gleisen der Wilkes-Barre and Eastern Railroad (WB&E) vereinbaren, während am südlichen Ende ein bestehendes Anschlussgleis einbezogen werden konnte. Die Verknüpfung beider Strecken einschließlich der südlichen Brücke über den Susquehanna musste neu errichtet werden; zudem wurden die beiden mitgenutzten Teile erweitert. Die gesamte, 10,3 km (6,4 Meilen) lange, zweigleisige Strecke vom Hudson Yard der D&H nördlich von Wilkes-Barre bis zum Buttonwood Yard der PRR im Süden Wilkes-Barres’ wurde am 29. März 1915 für den Güterverkehr eröffnet. Eigene Fahrzeuge beschaffte die Wilkes-Barre Connecting Railroad nicht, denn der Zugbetrieb wurde von Beginn an ausschließlich durch die beiden Eigentümer abgewickelt.
1926 mietete die Wilkes-Barre Connecting Railroad den bisher mittels Streckennutzungsrechten befahrenen Abschnitt der WB&E und erwarb ihn 1940 nach der Insolvenz der WB&E schließlich ganz. Mitte des 20. Jahrhunderts wurde die Strecke von zwei Gleisen auf ein Gleis zurückgebaut. Mit der Fusion der PRR und der New York Central Railroad zur Penn Central Transportation übernahm diese 1968 die PRR-Anteile an der Wilkes-Barre Connecting Railroad.
Nach der Insolvenz der Penn Central und weiterer Bahnunternehmen der Region wurde unter Regie der United States Railway Association (USRA) die Consolidated Rail Corporation (Conrail) als Auffanggesellschaft gegründet. Die USRA hatte sich in ihren Preliminary System- und Final System-Plänen gegen eine Übernahme der Wilkes-Barre Connecting Railroad in Conrail ausgesprochen. Stattdessen wurde der D&H auf Vermittlung der USRA am 26. Januar 1976 ein Staatskredit in Höhe von 26 Millionen Dollar bewilligt, um den 50 %-Anteil der Penn Central an der Wilkes-Barre Connecting Railroad, die anschließende Penn Central-Strecke bis Sunbury sowie neue Lokomotiven zu beschaffen. Die Übernahme wurde am 1. April 1976 vollzogen.
Mit Übernahme aller Unternehmensanteile durch die D&H trat die Wilkes-Barre Connecting Railroad nicht mehr in Erscheinung, existierte aber mindestens bis zum Verkauf der D&H an die Canadian Pacific Railway im Jahr 1991 noch als rechtlich eigenständiges Unternehmen. Ihre Strecke wurde weiter von der D&H und anschließend CP genutzt. Am 18. September 2015 wurde die gesamte Verbindung von Schenectady bis Sunbury einschließlich des von der Wilkes-Barre Connecting Railroad errichteten Abschnitts an die Norfolk Southern Railway verkauft.